# Meyer London

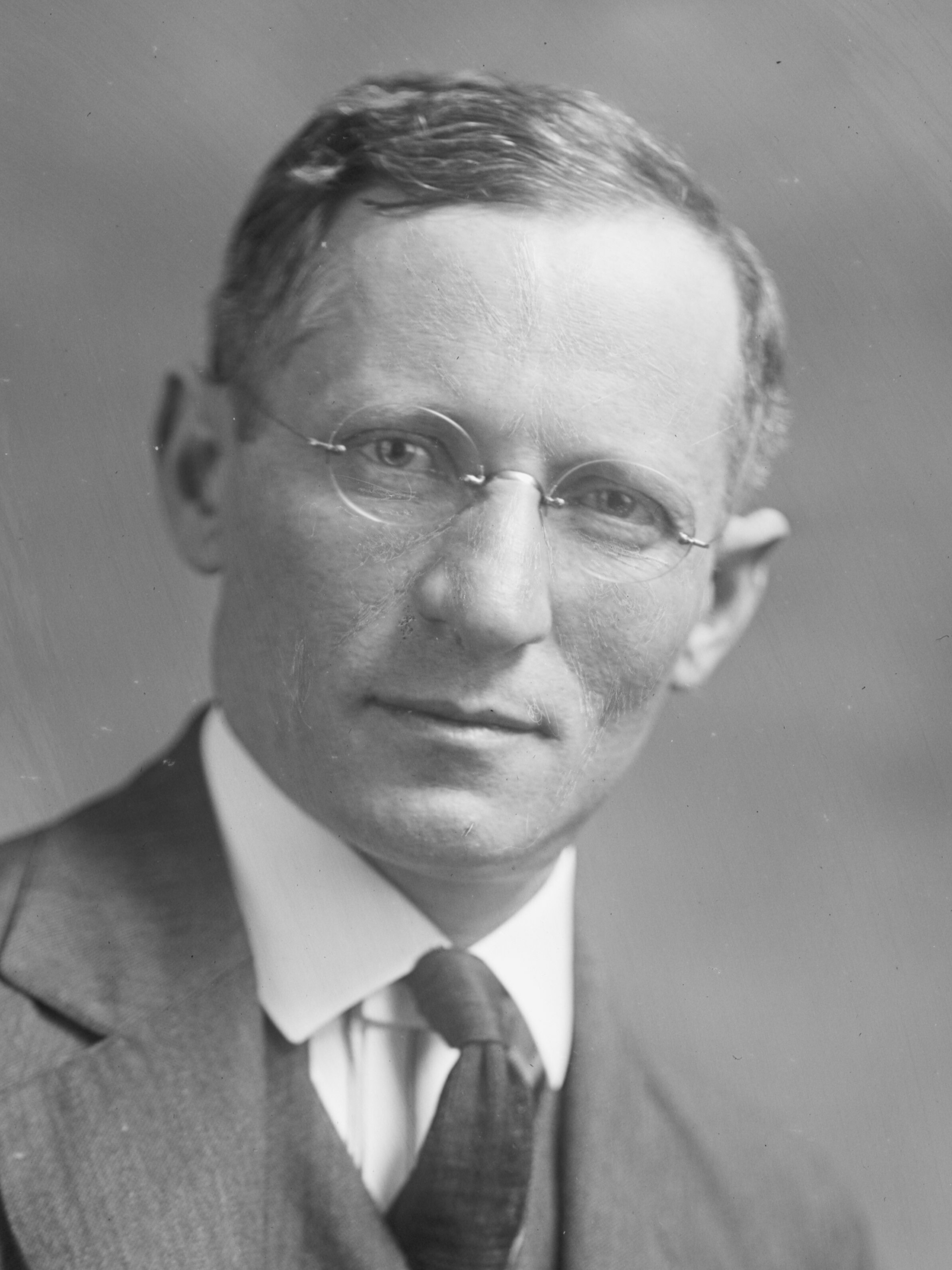
Meyer London (1905)

Meyer London (* 29. Dezember 1871 in Kalvarija, Russisches Reich; † 6. Juni 1926 in New York City) war ein US-amerikanischer Politiker. Zwischen 1915 und 1919 sowie nochmals von 1921 bis 1923 vertrat er als Sozialist den Bundesstaat New York im US-Repräsentantenhaus.

## Werdegang
Der im heutigen Litauen geborene Meyer London erhielt zunächst eine traditionelle jüdische Erziehung im Cheder und besuchte dann russische Schulen. Außerdem erhielt er Privatunterricht. Er erlernte vor allem Fremdsprachen. Im Oktober 1891 folgte er seinem Vater nach New York, der drei Jahre zuvor mit seinem jüngeren Bruder ausgewandert war; 1896 erhielt er die amerikanische Staatsbürgerschaft. Nach einem Jurastudium und seiner 1896 erfolgten Zulassung als Rechtsanwalt begann er in New York City in diesem Beruf zu arbeiten. Gleichzeitig schlug er als Mitglied der Sozialistischen Partei Amerikas eine politische Laufbahn ein. Er kandidierte mehrfach erfolglos für die New York State Assembly und wurde ein Anführer der Arbeiterbewegung. Im Jahr 1910 organisierte er einen Streik in der Bekleidungsindustrie. Als Anwalt war er auf Zivilklagen vor allem im Arbeitsrecht spezialisiert.

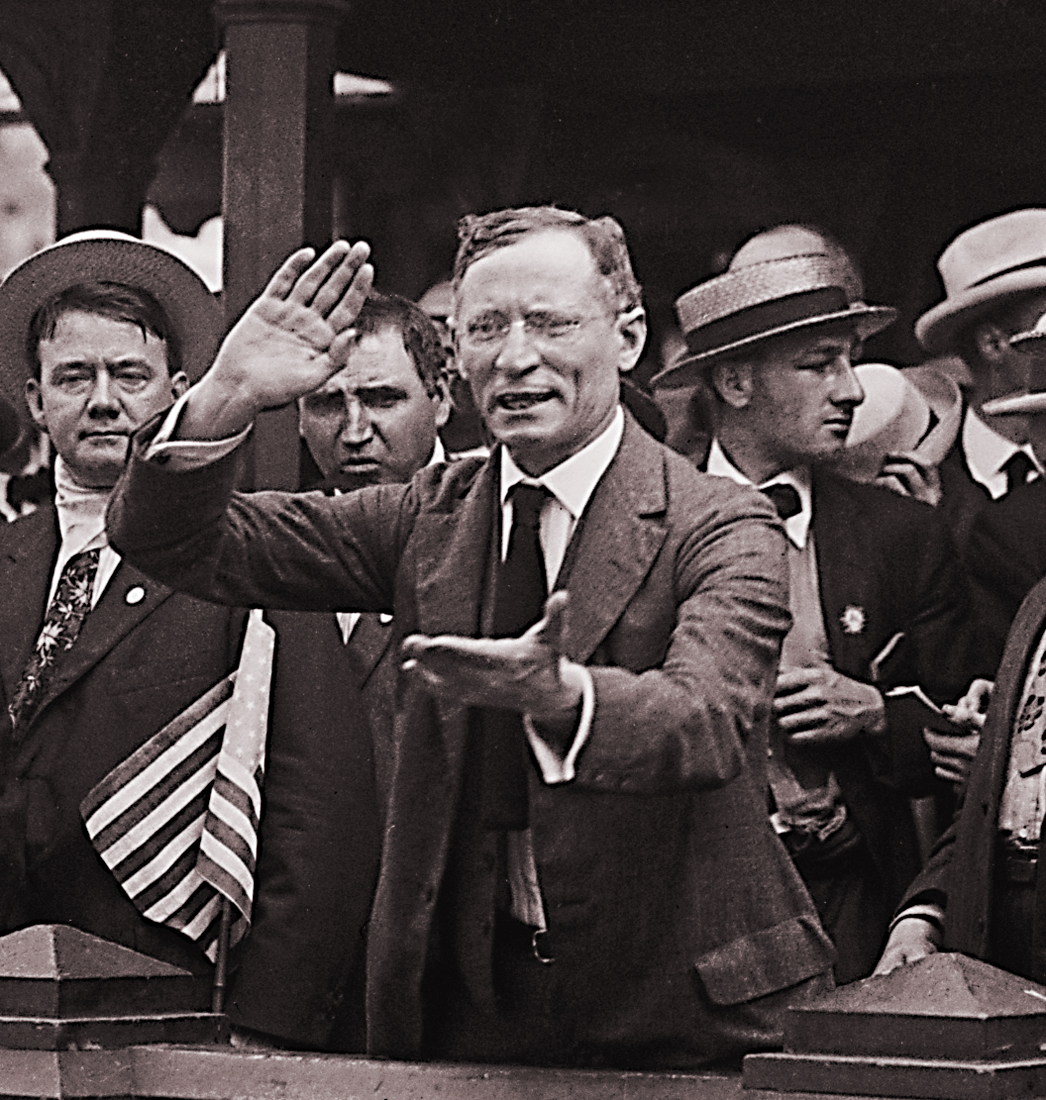
Meyer London während eines Streiks von Straßenbahnarbeitern in Brooklyn (1916)

Bei den Kongresswahlen des Jahres 1914 wurde London im zwölften Wahlbezirk von New York in das US-Repräsentantenhaus in Washington, D.C. gewählt, wo er am 4. März 1915 die Nachfolge des Demokraten Henry M. Goldfogle antrat. Nach einer Wiederwahl konnte er bis zum 3. März 1919 zwei Legislaturperioden im Kongress absolvieren. Diese waren von den Ereignissen des Ersten Weltkrieges geprägt. Im April 1917 war London, zweiter Sozialist im Kongress neben Victor L. Berger aus Wisconsin, einer von 50 Kongressabgeordneten, die gegen den Kriegseintritt der Vereinigten Staaten stimmten. Nach dessen Vollzug unterstützte er dann aber die Kriegsanstrengungen, was ihm politische Schwierigkeiten mit seiner Partei einbrachte. Andererseits lehnte er Gesetzesvorlagen, die Kritik an der Kriegsführung oder an der Politik des Präsidenten unter Strafe stellen wollten, ab. Damit stieß er bei den anderen Parteien auf Kritik. Somit war er politisch isoliert. Die eine Seite sah ihn als gefährlichen Radikalen an und die andere als Verräter der sozialistischen Ideale. Das führte im Jahr 1918 zu seiner Abwahl. Trotzdem erreichte er mit 6519 Stimmen gegen 7269 noch ein gutes Wahlergebnis. Wahlsieger war sein Amtsvorgänger Goldfogle.
Bei den Kongresswahlen des Jahres 1920 kam es erneut zum Duell zwischen Goldfogle und London, das letzterer für sich entschied. Damit konnte er zwischen dem 4. März 1921 und dem 3. März 1923 eine weitere Legislaturperiode im Kongress verbringen. Im Jahr 1922 wurde er nicht wiedergewählt. Nach dem Ende seiner Zeit im US-Repräsentantenhaus praktizierte London wieder als Anwalt. Er starb am 6. Juni 1926 in New York City an den Folgen eines Autounfalls.